# Trevor Dunn

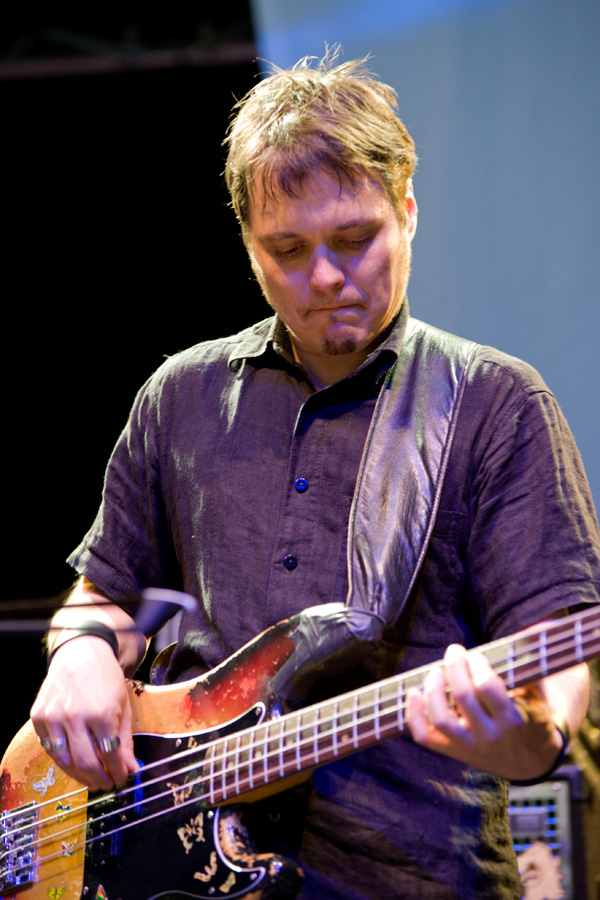
Trevor Dunn, Moers Festival 2012

Trevor Roy Dunn (* 30. Januar 1968 in Eureka) ist ein US-amerikanischer Komponist und Bassist. Als einer der „vielseitigsten Innovatoren der Bay-Area-Szene“ in Kalifornien ist es für ihn „kein Widerspruch“, „gleichzeitig Heavy Metal und Free Jazz zu geniessen.“ Dunn wurde in den 1990er Jahren mit der experimentellen Jazzcoregruppe Mr. Bungle bekannt. Seither arbeitet er in diversen Projekten unterschiedlicher musikalischer Ausprägung.

## Leben und Wirken
Dunn begann im Alter von 13 Jahren das Bassspiel. Als seine ersten Einflüsse benannte er die Beach Boys, Blondie, Cheap Trick, und Kiss, aber auch Venom, Swans und Slayer. 1986 im Alter von 18 Jahren gründete er mit Mike Patton und Trey Spruance das Musikprojekt Mr. Bungle, welches in seiner Anfangszeit eine Mixtur aus Thrash Metal, Hard Rock und Funk produzierte. Derweil studierte Dunn Bass, Kontrabass und Musik. Das Studium schloss er 1990 im Alter von 22 Jahren erfolgreich ab. Ein Jahr später erschien mit dem selbstbetitelten Majordebüt der Band Mr. Bungle die erste überregionale und zugleich internationale Veröffentlichung bei Warner Bros. Records. Seither arbeitet Dunn für und mit diversen Musikern, Komponisten und Künstlern. Besonders hervorgehoben werden dabei seine Kooperationen mit dem Sänger und Labelgründer Mike Patton, dem Komponisten John Zorn, Curtis Hasselbring, der Gruppe Secret Chiefs 3. Bob Ostertag holte ihn für seine Produktion Pantychrist.

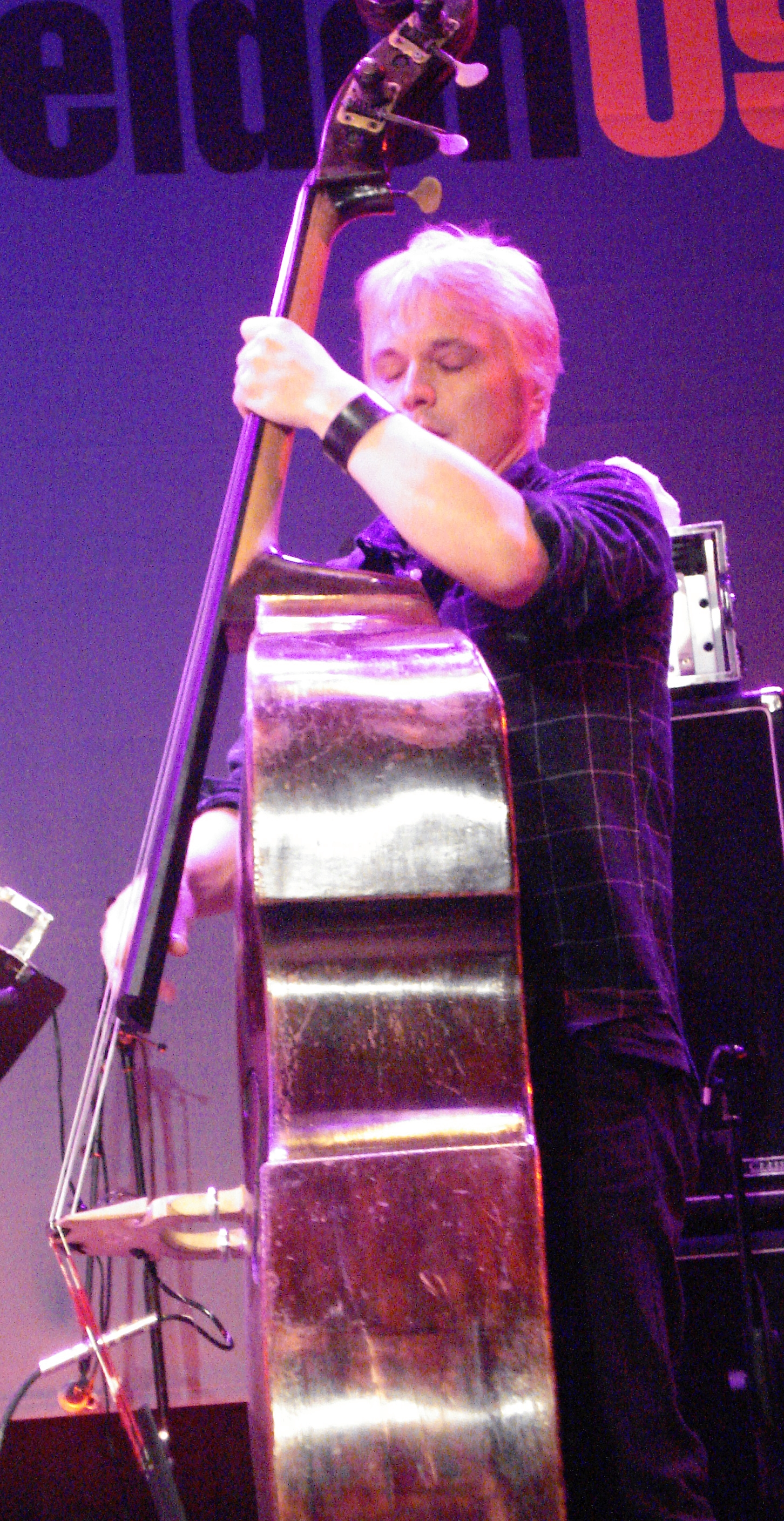
Trevor Dunn live auf dem Saalfelden Jazz Festival 2009

In den Kammerjazz-Bands von Ben Goldberg und John Schott fiel er „als sensibler Improvisator“ auf. Des Weiteren arbeitete Dunn mit und für eine Vielzahl unterschiedlicher Musiker wie zum Beispiel Sean Lennon, Melvins, Brian Welch oder David Krakauer. Im Besonderen seine wiederholte Tätigkeit für John Zorn und Mike Patton trugen zu seiner Popularität als Studio- und Livemusiker bei. Für Zorn beteiligt er sich unter anderem an den Projekten Electric Masada und The Moonchild Trio. Zu hören ist er u. a. auch auf  Kris Davis’ Diatom Ribbons Live at the Village Vanguard (2023).
Auch schrieb er die Filmmusik für unterschiedliche Independentfilme.

### Bandprojekte
Die 1986 gegründeten Mr. Bungle lösten sich 2000 auf. In der Zwischenzeit spielten sie vier Demobänder und drei Alben ein. Der Stil der Band variierte derweil mit jeder Veröffentlichung, jedoch spielten Elemente aus Jazz und Metal ebenso wie vulgäres und obszönes Verhalten sowie schwarzer Humor stets eine tragende Rolle in Musik, Text und Bühnenpräsenz der Band. Neben diesem Projekt, das sich weitestgehend dem Punk und Metal entlehnte, spielte Dunn sowohl klassische Jazzsets als auch kommerzielle Loungeauftritte in und um San Francisco.
Mitte der 1990er-Jahre gründete Dunn mit den Mr. Bungle-Mitgliedern Danny Heifetz und Trey Spruance unter kreativer Leitung des Letzteren die Secret Chiefs 3. Auch diese Band spielt ähnlich wie Mr. Bungle keinen klar zu benennenden Stil und mischt Surfrock mit orientalischer Musik, Death Metal und weiteren Einflüssen.
1998 gründete Dunn sein eigenes eigenständiges Bandprojekt mit wechselnden Mitmusikern unter dem Titel Trevor Dunn's Trio-Convulsant. Die Band, zu der Gitarrist Adam Levy und Schlagzeuger Kenny Wollesen gehörten, spielt eine Jazzvariante mit Einflüssen aus Doom Metal und Rock. 2022 legte Dunns Trio Convulsant das Album Séances vor.
Ein Jahr später initiierte Mike Patton die Supergroup Fantômas und lud Dunn hierzu ein. Die Band mit Buzz Osborne von Melvins und Dave Lombardo von Slayer veröffentlichte seither vier Alben, die sich weitestgehend dem Stil Jazz Metal zuordnen lassen, aber unter anderem auch Elemente aus Industrial und Ambient nutzen.
Im Jahr 2008 gründete Dunn mit MadLove eine weitere Band. Im Gegensatz zu seinen bisherigen Arbeiten spielen MadLove jedoch weder komplexen Jazz noch Metal, sondern eine eingängige Mischung aus Blues, Rock- und Popmusik.

## Diskografische Hinweise
- Trevor Dunn, John Schott, Ben Goldberg, Kenny Wollesen Junk Genius (1995, Knitting Factory Works)
- Secret Chiefs 3 First Grand Constitution and Bylaws (1996, Amarillo Records)
- Trevor Dunn’s Trio-Convulsant Debutantes & Centipedes (1998, Buzz-Records)
- Secret Chiefs 3 Book of M (2001, Web of Mimicry)
- The Fantômas Melvins Big Band Millennium Monsterwork 2000 (2002, Ipecac Recordings)
- Trevor Dunn’s Trio-Convulsant Sister Phantom Owl Fish (2004, Ipecac Recordings)
- Electric Masada At the Mountains of Madness (2005, Tzadik)
- Shelley Burgon / Trevor Dunn Baltimore (2007, Skirl Records)
- Four Films (2008, Tzadik)
- Tomas Fujiwara: The Air Is Different (2012, RogueArt)
- Roswell Rudd, Jamie Saft, Trevor Dunn, Balázs Pándi Strength & Power (2016, RareNoise Records)
- Nocturnes (Tzadik, 2019)
- Trevor Dunn’s Trio Convulsant: Séances (Pyroclastic Records, 2022), mit Mary Halvorson, Ches Smith, Oscar Noriega, Anna Webber, Carla Kihlstedt, Mariel Roberts

## Ausrüstung
| Bass - 1975er Fender P-Bass - 1950er Tschechischer Kontrabass - 1991er 5-seitiger Alembic Bass - 5-seitiger Bundloser Ken Lawrence Bass - Guild Ashbory Bass - 1966er Guild Guitar Company | Effekte - Line6 Delay Modeler - Line 6 Distortion Modeler - BOSS RV-3 Reverb/Delay - BOSS FV-50 Volume - Mid-Fi Glitch Computer - Digitech Echo Plus 8 Sec. Delay | Amplifier - Gallien-Krueger 800RB - Acoustic Image Focus 1 |

## Lexigraphische Einträge
- Wolf Kampmann (Hrsg.), unter Mitarbeit von Ekkehard Jost: Reclams Jazzlexikon. Reclam, Stuttgart 2003, ISBN 3-15-010528-5.